# نواسکا
نواسکا (به ایتالیایی: Noasca) یک کومونه در ایتالیا است که در استان تورین واقع شده‌است.

## خصوصیات
نواسکا ۷۷٫۷ کیلومترمربع مساحت و ۱۸۵ نفر جمعیت دارد و ۱٬۰۶۵ متر بالاتر از سطح دریا واقع شده‌است.